# Monts de Lam

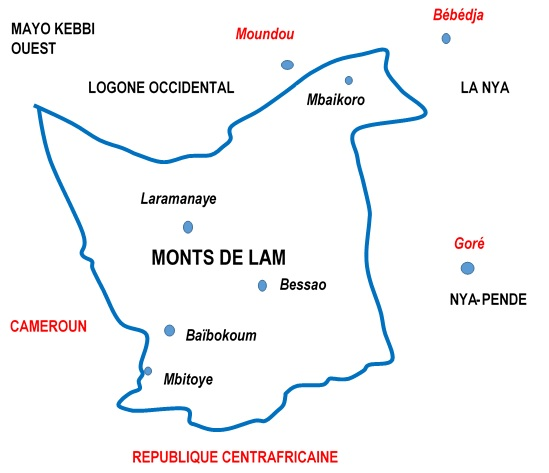
Bản đồ Monts de Lam

Monts de Lam là một tỉnh của Chad ở vùng Logone Oriental, một vùng của Chad với thủ phủ là Baïbokoum.

## Hành chính
Tỉnh gồm 5 phó tỉnh (sous-préfectures):
- Baïbokoum
- Bessao
- Larmanaye
- Mbaïkoro
- Mbitoye